# Christian Henn
Christian Henn (Heidelberg, 11 marzo 1964) è un ciclista su strada tedesco, professionista dal 1989 al 1999.

## Carriera
Corridore particolarmente adatto a gare a tappe, sia di breve, sia di lunga durata, si mise in luce ottenendo la terza piazza della prova in linea dei giochi olimpici di Seul. Nel 1995 vinse una tappa alla Vuelta a España e l'anno successivo divenne campione nazionale nella prova in linea.

## Palmarès

### Strada
- 1986 (Dilettante)

Classifica generale 3-Länder-Tour
- 1988 (Dilettante)

Classifica generale Rheinland-Pfalz-Rundfahrt
- 1994 (Telekom, due vittorie)

2ª tappa Herald Sun Tour
Classifica generale Herald Sun Tour
- 1995 (Telekom, una vittoria)

13ª tappa Vuelta a España (Olula del Río > Murcia
- 1996 (Telekom, due vittorie)

Campionati tedeschi di ciclismo su strada, Prova in linea
2ª tappa Postgirot Open
- 1997 (Telekom, sei vittorie)

Flèche Ardennaise
6ª tappa Corsa della Pace
2ª tappa Bayern Rundfahrt
Classifica generale Bayern Rundfahrt
3ª tappa-A Giro di Danimarca
Classifica generale 3-Länder-Tour
- 1998 (Telekom, due vittorie)

Grand Prix Breitling (con Udo Bölts)
3ª tappa Coca-Cola Trophy

## Piazzamenti

### Grandi Giri
- Giro d'Italia

1989: 107º
1992: 81º
1993: 97º
1994: ritirato
1995: 116º
- Tour de France

1993: 86º
1994: 106º
1996: 76º
1997: 84º
1998: 80º
- Vuelta a España

1991: 96º
1995: 45º

### Classiche monumento
- Milano-Sanremo

1992: 79º
1993: 108º
- Giro delle Fiandre

1990: 69º
1992: 84º
1993: 23º
- Parigi-Roubaix

1991: 89º
1992: 46º
1999: 38º
- Liegi-Bastogne-Liegi

1994: 66º
1997: 84º
- Giro di Lombardia

1990: 77º
1992: 55º
1993: 59º
1994: 59º
1997: 32º

### Competizioni Mondiali
Chambéry 1989 - In linea: ritirato
Utsunomiya 1990 - In linea: ritirato
Benidorm 1992 - In linea: 47º
Oslo 1993 - In linea: 47º
Agrigento 1994 - In linea: 42º
San Sebastián 1997 - In linea: 35º